# 愛媛オーシャン・ライン
愛媛オーシャン・ライン株式会社（えひめおーしゃん・らいん）は、愛媛県松山市古三津に本社を置く海運会社。台湾と瀬戸内海の港湾を結ぶ航路を運航している。

## 沿革
- 1996年9月 - 瀬戸内海の港湾関連事業者など13社の出資で、「愛媛オーシャン･ライン株式会社」設立。OOCLジャパンとの共同運航「STXサービス」により、松山・伊予三島・細島～台湾（基隆・高雄）航路の運航開始。
- 1997年
  - 4月 - 広島寄港開始。
  - 10月 - 船舶1隻を追加投入し、2隻体制化。
- 1998年3月 - OOCLと業務提携開始。
- 1999年
  - 3月 - 中関寄航を開始。船舶1隻を追加投入しSTXサービスを3隻体制化。
  - 11月 - 志布志寄港開始。
- 2000年12月 - OOCLとの業務提携を解消。東京船舶と業務提携による「ITXサービス」を開始。
- 2001年5月 - 門司寄港開始。
- 2002年7月 - 那覇寄港開始。
- 2004年4月 - マニラ延航を開始（ITX-1）。
- 2005年3月 - ITX-2を台湾（基隆）シャトル便で運航開始。
- 2010年11月 - 東京船舶がコンテナ事業を日本郵船に譲渡したため業務提携先を日本郵船に変更。
- 2012年11月 - 往路の台湾高雄寄港を開始（基隆～高雄～マニラ～高雄～基隆） 。欧米航路との接続開始。
- 2014年10月 - マニラ寄港を休止。
- 2015年
  - 4月 - 日本郵船との共同運航を解消し、単独運航に切り替え[1]。瀬戸内・九州・沖縄～台湾航路（ITX）を開始（那覇～志布志～門司～中関～松山～広島～志布志～那覇～基隆～高雄～基隆～那覇）。
  - 12月 - ベトナムサービスを開始。
- 2016年
  - 2月 - 大分寄港開始[2]。
  - 3月 - インドネシアサービスを開始。
  - 4月 - フィリピンサービスを開始。
  - 5月 - マレーシアサービスを開始。
  - 6月 - タイ王国サービスを開始。
  - 7月 - カンボジアサービスを開始。
  - 9月 - 薩摩川内寄港開始[3]。
- 2018年
  - 7月 - 中関寄港を休止

## 航路
- 那覇 - 志布志 - 門司 - 中関 - 松山 - 広島 - 大分 - 薩摩川内 - 那覇 - 基隆 - 高雄
  - 台湾航路を経由し、提携する船会社の航路を活用して東南アジアの各港を結ぶサービスを展開している。